# 朝生原
朝生原（あそうばら）は、千葉県市原市の加茂地区にある大字。郵便番号は、290-0535。

## 概要
市原市の南に位置する。

## 地理

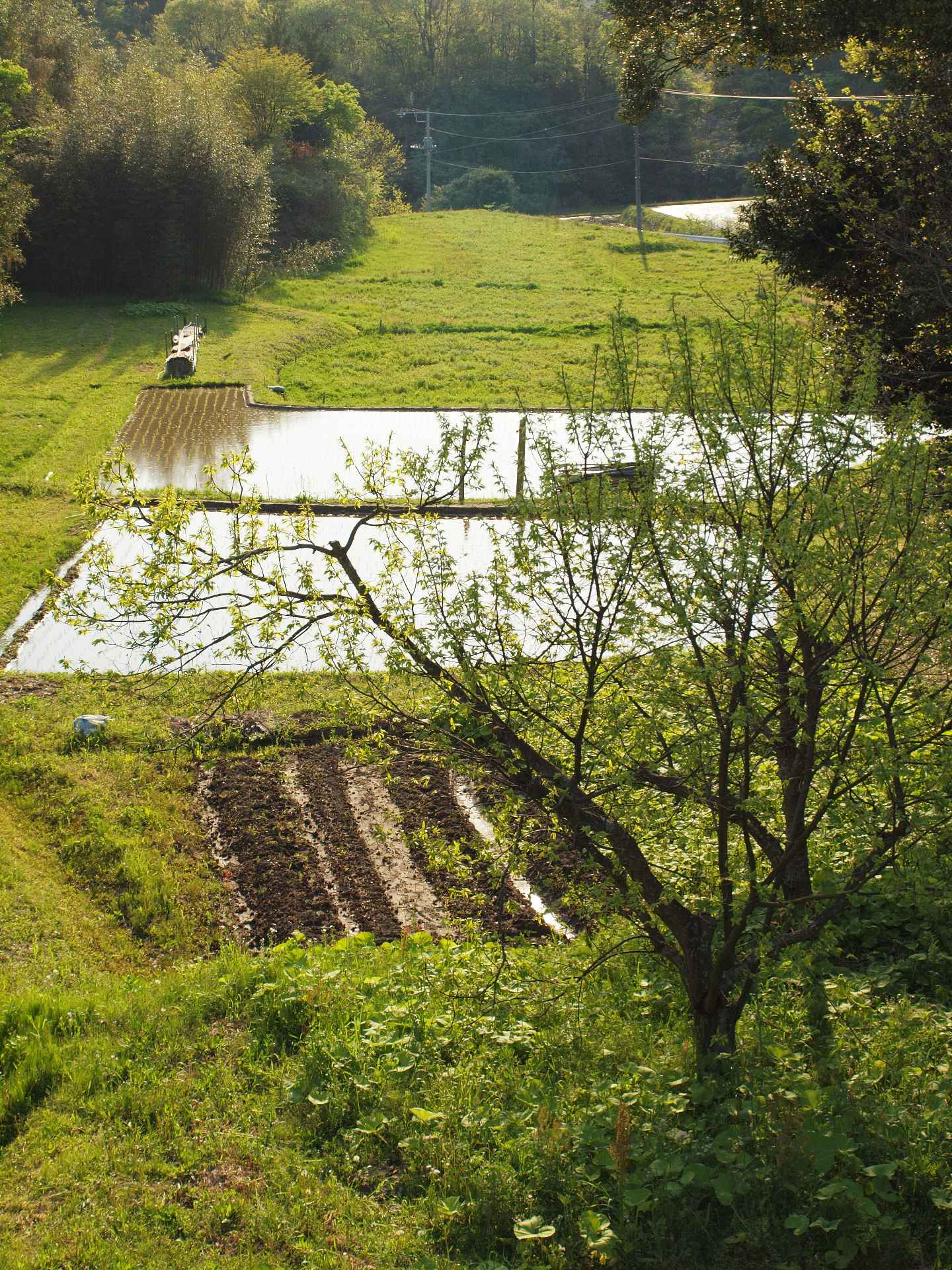
向畑バス停付近の田園風景

北は石神、東は大多喜町板谷、南は戸面、西は大久保と接する。

## 歴史

### 沿革
- 1954年1月15日 - 合併により、加茂村となる
- 1967年10月1日 - 合併により、市原市となり現在に至る

## 世帯数・人口
2017年（平成29年）11月1日現在の世帯数と人口は以下の通りである。
| 町丁字 | 世帯数  | 人口  |
| ------ | ------- | ----- |
| 朝生原 | 138世帯 | 284人 |

## 通学区域
市立小学校・市立中学校及び県立高等学校の通学区域は以下の通りである。
| 町丁字 | 区域 | 小学校             | 中学校             | 高等学校 |
| ------ | ---- | ------------------ | ------------------ | -------- |
| 本郷   | 全域 | 市原市立加茂小学校 | 市原市立加茂中学校 | 第9学区  |

## 施設

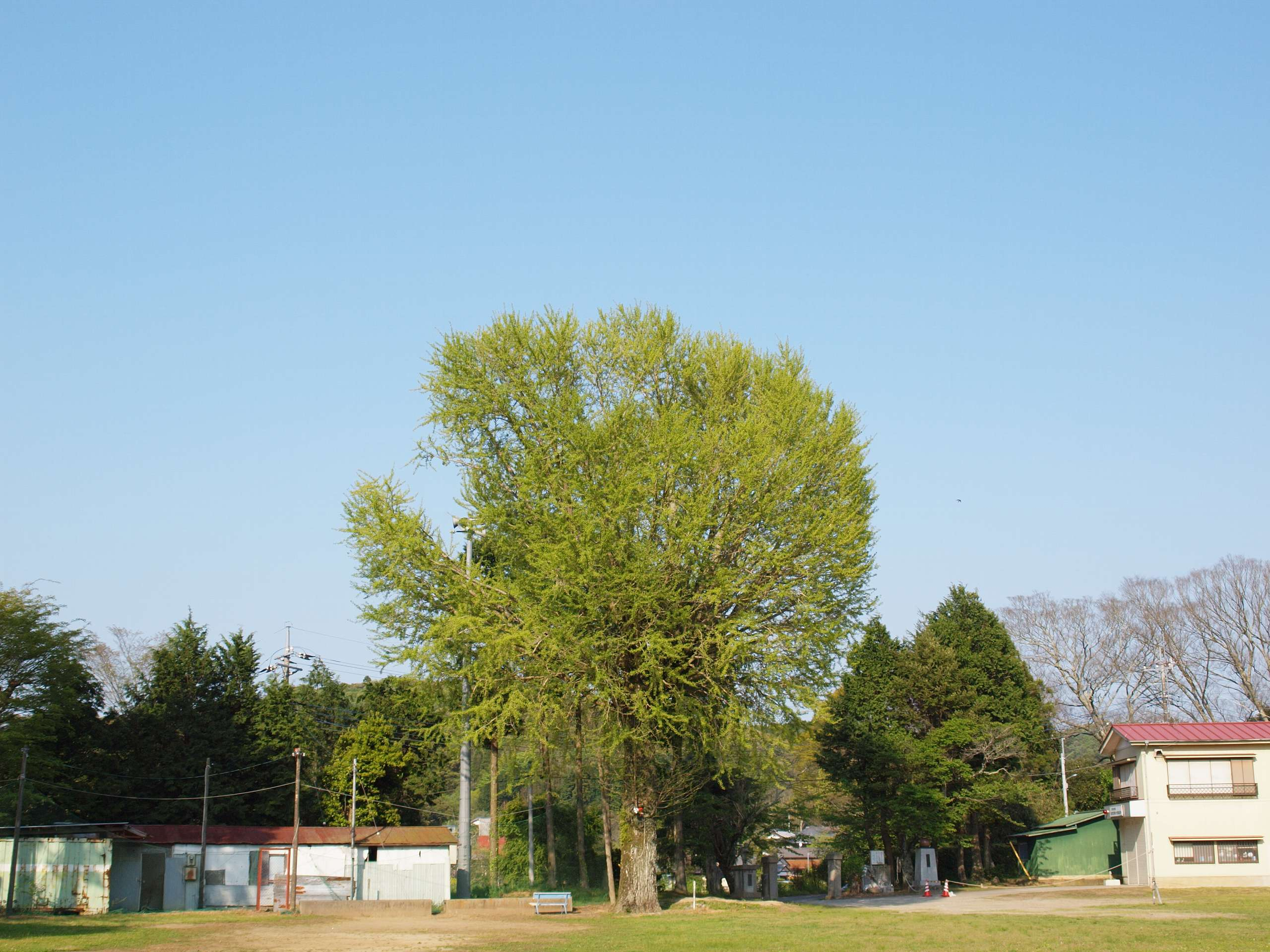
朝生原小学校跡

- アートハウスあそうばらの谷
- 白山神社
- 養老渓谷観光協会
- かも食事処

## 交通

### 鉄道
小湊鉄道小湊鉄道線養老渓谷駅

### バス
運行会社は小湊鉄道長南営業所である。バス停は養老渓谷駅、朝生原神社前

### 道路
- 千葉県道81号市原天津小湊線 - 大字内のほぼ中央を通っている。
- 千葉県道32号大多喜君津線